# Valençay
Cet article possède un paronyme, voir Valencin.
« Valencay » redirige ici. Pour les autres significations, voir Valençay (homonymie).
Valençay est une commune française située dans le département de l'Indre, en région Centre-Val de Loire.

## Géographie

### Localisation
La commune est située dans le nord du département de l'Indre.
Les communes limitrophes sont : Veuil (5 km), Vicq-sur-Nahon (6 km), Fontguenand (7 km), Val-Fouzon (7 km), Poulaines (7 km) et Villentrois-Faverolles-en-Berry (9 km).
Les services préfectoraux sont situés à Issoudun (40 km), Châteauroux (40 km), Le Blanc (70 km) et La Châtre (72 km).

### Lieux-dits, hameaux et écarts
Les hameaux et lieux-dits de la commune sont : la Charperas, les Launays, Bréviande,, Muzaux, les Gauthiers, les Portes et la Charperas.

### Hydrographie
Le territoire communal est arrosé par la rivière Nahon.

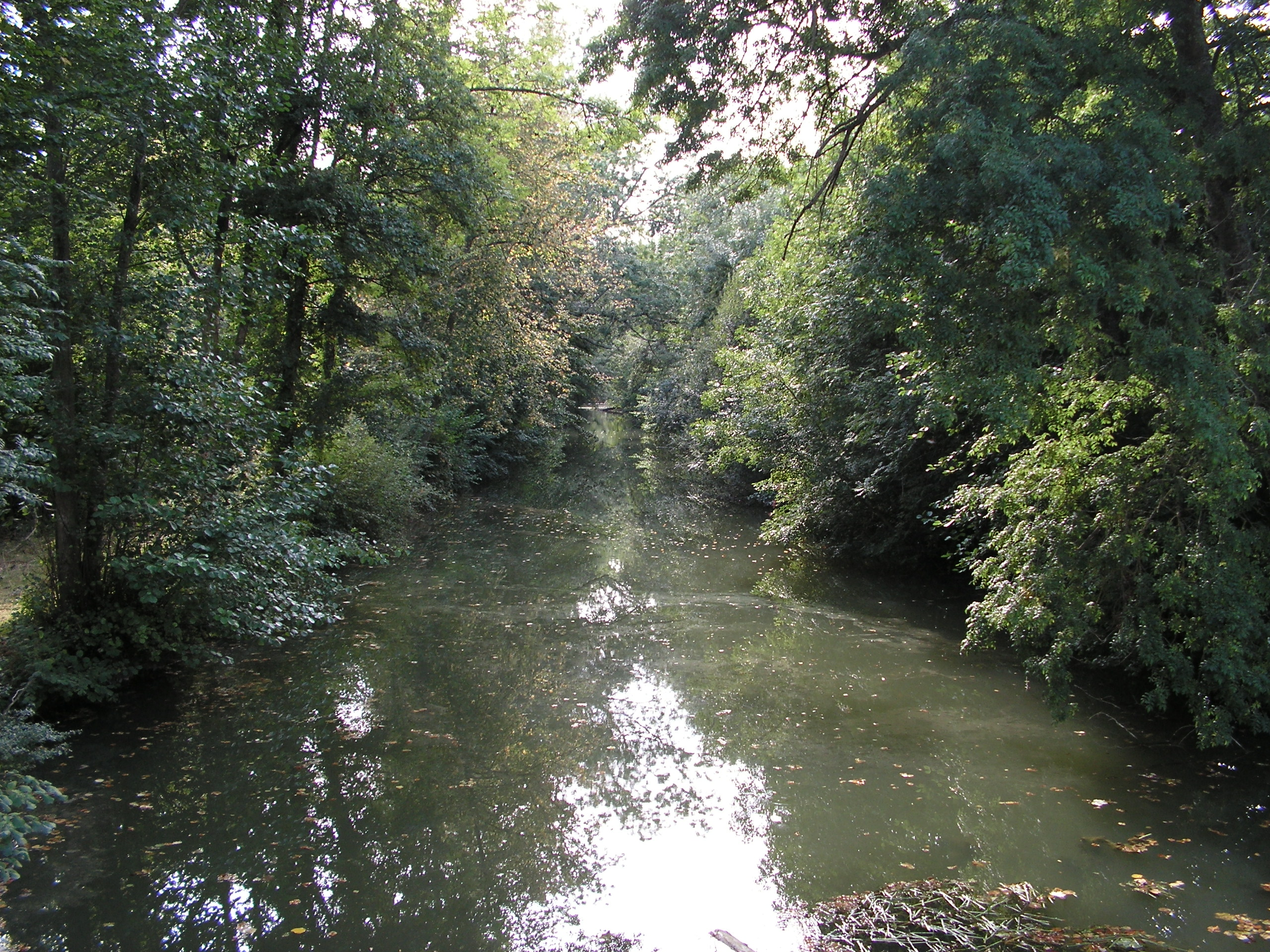
La rivière Nahon en 2005.

### Climat
Pour des articles plus généraux, voir Climat du Centre-Val de Loire et Climat de l'Indre.
En 2010, le climat de la commune est de type climat océanique dégradé des plaines du Centre et du Nord, selon une étude du CNRS s'appuyant sur une série de données couvrant la période 1971-2000. En 2020, Météo-France publie une typologie des climats de la France métropolitaine dans laquelle la commune est exposée à un climat océanique altéré et est dans la région climatique Centre et contreforts nord du Massif Central, caractérisée par un air sec en été et un bon ensoleillement.
Pour la période 1971-2000, la température annuelle moyenne est de 11,7 °C, avec une amplitude thermique annuelle de 15,2 °C. Le cumul annuel moyen de précipitations est de 683 mm, avec 11 jours de précipitations en janvier et 6,7 jours en juillet. Pour la période 1991-2020, la température moyenne annuelle observée sur la station météorologique de Météo-France la plus proche, sur la commune de Poulaines à 7 km à vol d'oiseau, est de 12,3 °C et le cumul annuel moyen de précipitations est de 696,1 mm,. Pour l'avenir, les paramètres climatiques de la commune estimés pour 2050 selon différents scénarios d'émission de gaz à effet de serre sont consultables sur un site dédié publié par Météo-France en novembre 2022.

### Paysages
Elle est située dans la région naturelle du Boischaut Nord.

### Milieux naturels et biodiversité
La commune achète, en 2015, 41 ha au pied du château de Valençay qui deviennent un espace naturel sensible sur les rives de la rivière Nahon.

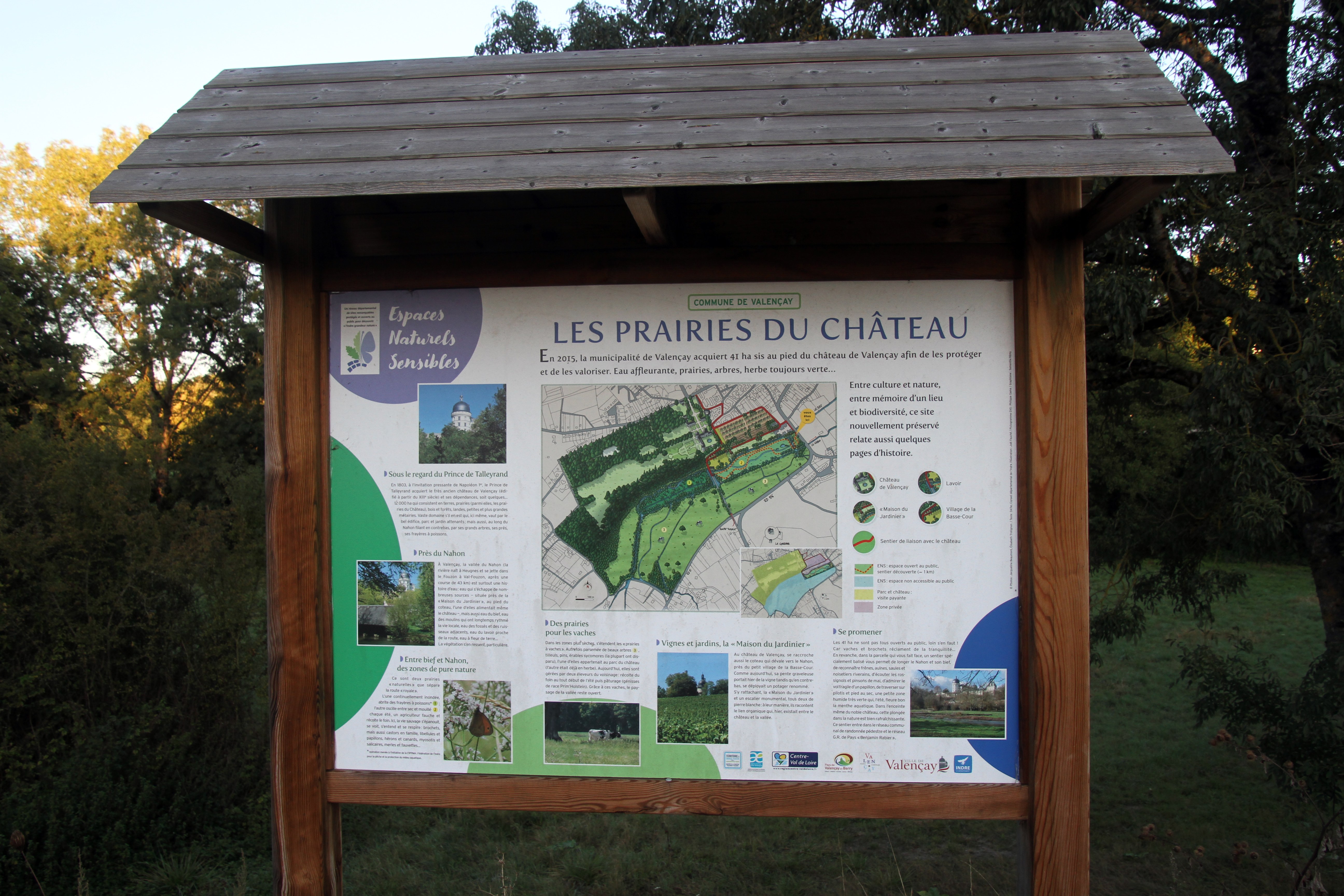
Panneau d'information sur l'espace naturel sensible "les prairies du château"
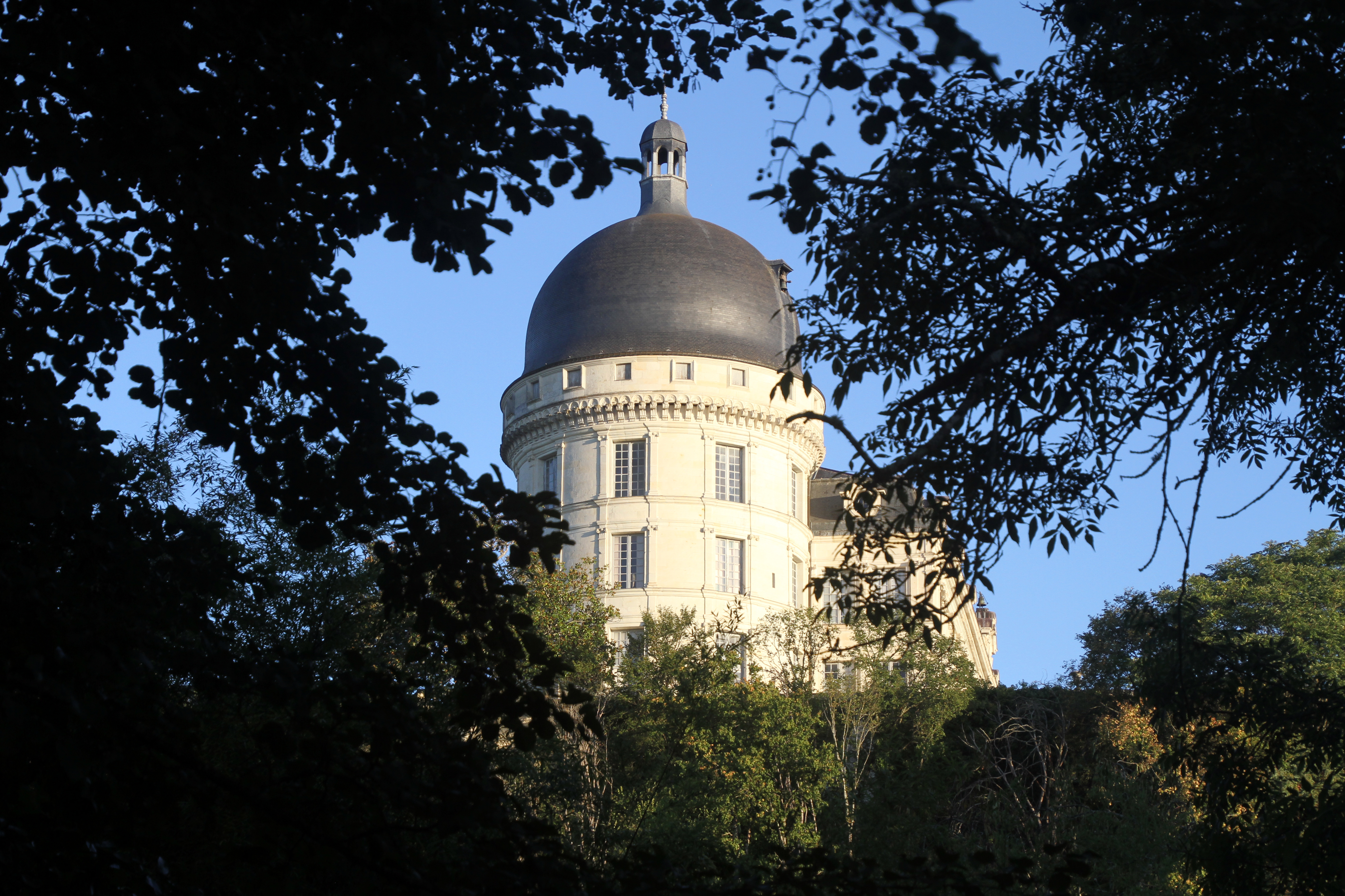
Vue sur le château depuis "les prairies"
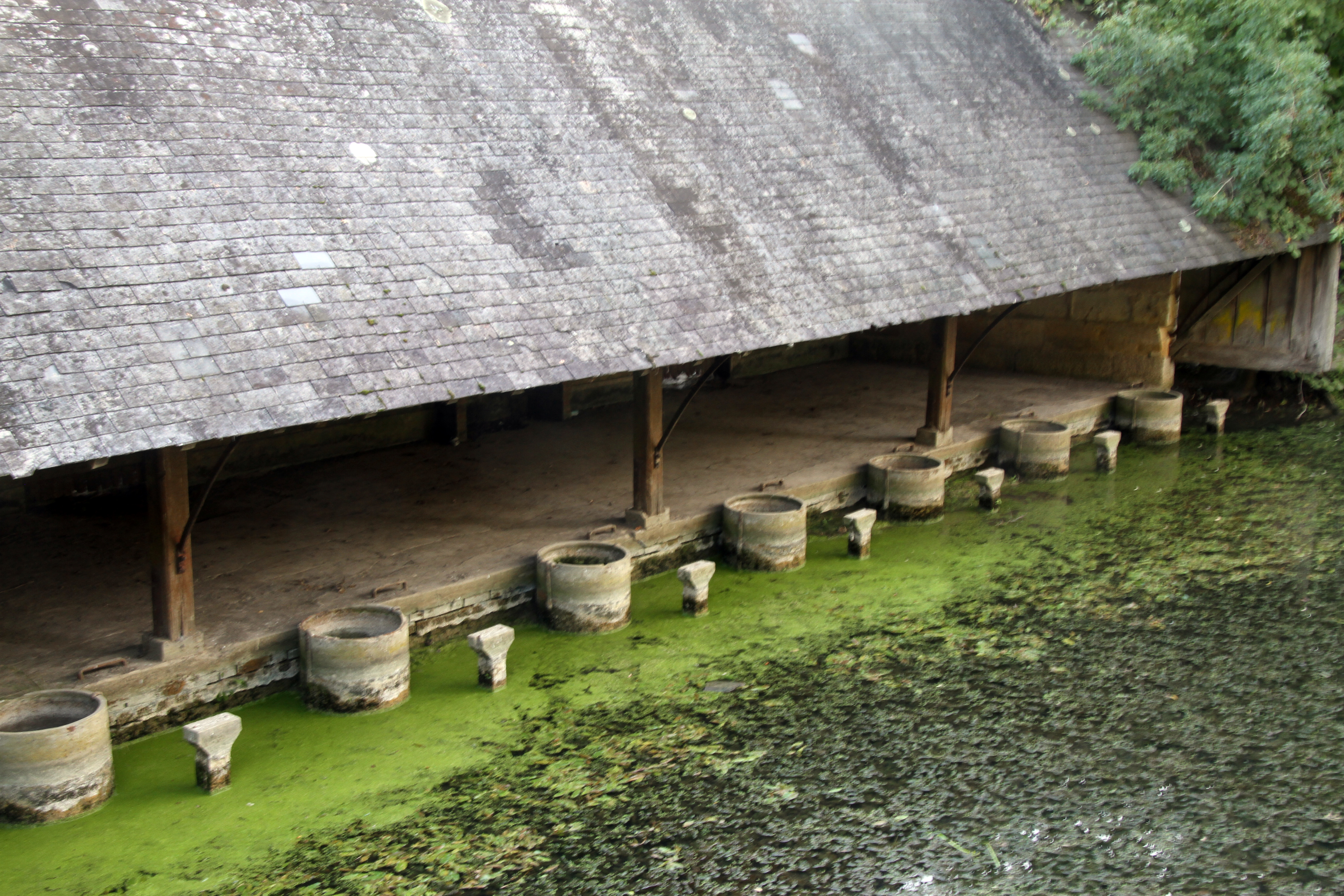
Vue sur le lavoir en bordure de la rivière Nahon

## Urbanisme

### Typologie
Au 1er janvier 2024, Valençay est catégorisée bourg rural, selon la nouvelle grille communale de densité à sept niveaux définie par l'Insee en 2022.
Elle appartient à l'unité urbaine de Valençay, une unité urbaine monocommunale constituant une ville isolée,. La commune est en outre hors attraction des villes,.

### Zonages d'études
La commune se situe dans l'unité urbaine de Valençay, dans la zone d’emploi de Romorantin-Lanthenay et dans le bassin de vie de Valençay.

### Logement
Le tableau ci-dessous présente le détail du secteur des logements de la commune :
| Date du relevé                                              | 2013   |
| Nombre total de logements                                   | 1 625  |
| Résidences principales                                      | 74,9 % |
| Résidences secondaires                                      | 10,4 % |
| Logements vacants                                           | 14,6 % |
| Part des ménages propriétaires de leur résidence principale | 68,9 % |

### Voies de communication et transports

#### Voies de communication
Le territoire communal est desservi par les routes départementales : 4, 15, 13, 22A, 37, 956 et 960.

#### Transports
La ligne de Salbris au Blanc passe par le territoire communal, une gare de style Renaissance dessert la commune. Les autres gares ferroviaires les plus proches sont celles de Gièvres (ligne de Salbris au Blanc et ligne de Vierzon à Saint-Pierre-des-Corps), et Selles-sur-Cher (ligne de Vierzon à Saint-Pierre-des-Corps). Elles sont situées à 16 km.
Valençay est desservie par les lignes A et T du Réseau de mobilité interurbaine et par la ligne 7 du réseau d'autocars TER Centre-Val de Loire.
L'aéroport le plus proche est l'aéroport de Châteauroux-Centre, à 39 km.

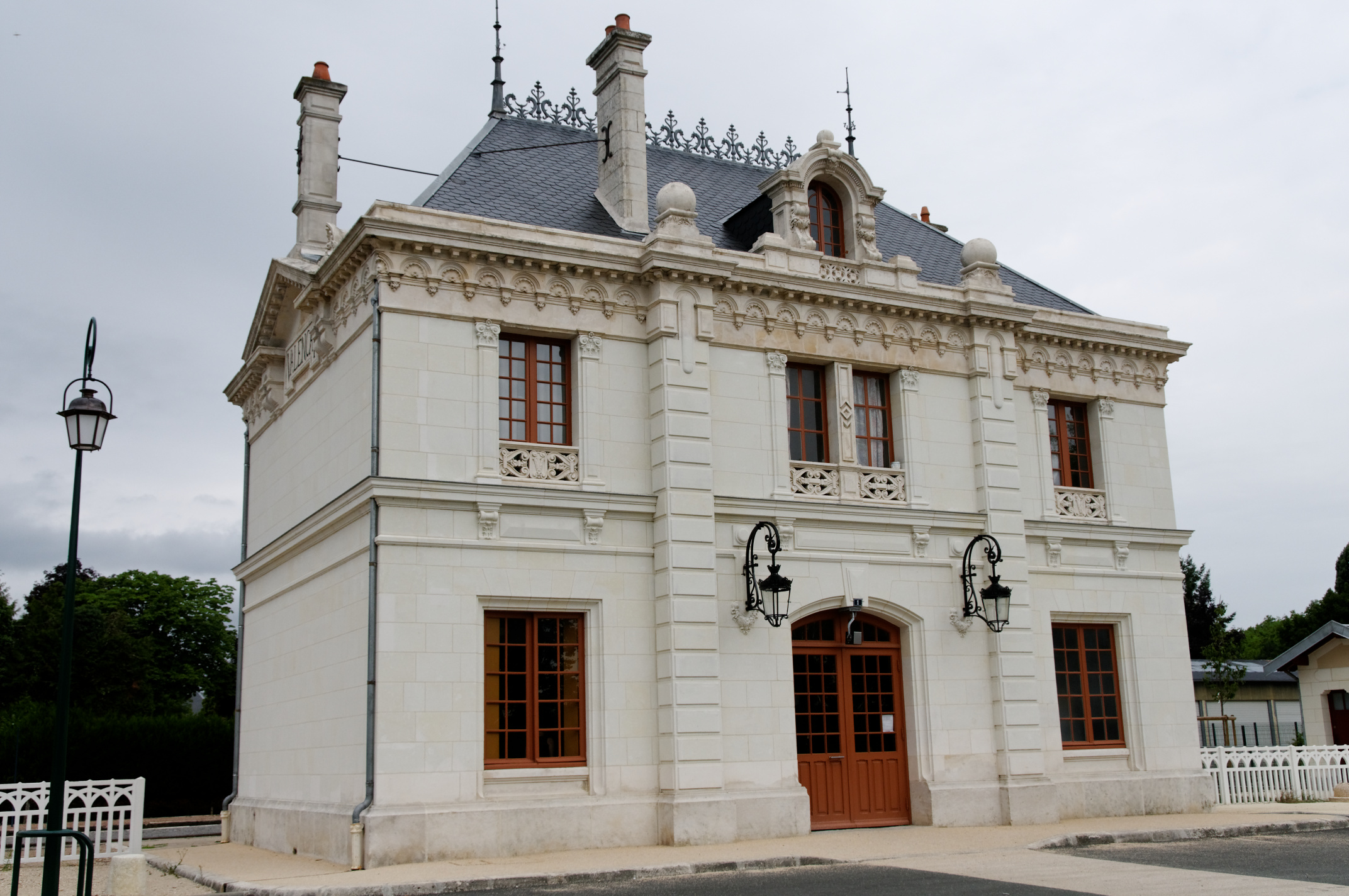
La gare en 2010.

### Énergie
La commune possède un poste source sur son territoire qui est situé à proximité du lieu-dit la Charperas.

### Risques naturels et technologiques
La commune est classée en zone de sismicité 2, correspondant à une sismicité faible.

### Risques majeurs
Le territoire de la commune de Valençay est vulnérable à différents aléas naturels : météorologiques (tempête, orage, neige, grand froid, canicule ou sécheresse), feux de forêts, mouvements de terrains et séisme (sismicité faible). Il est également exposé à un risque technologique, le transport de matières dangereuses. Un site publié par le BRGM permet d'évaluer simplement et rapidement les risques d'un bien localisé soit par son adresse soit par le numéro de sa parcelle.

#### Risques naturels
Pour anticiper une remontée des risques de feux de forêt et de végétation vers le nord de la France en lien avec le dérèglement climatique, les services de l’État en région Centre-Val de Loire (DREAL, DRAAF, DDT) avec les SDIS ont réalisé en 2021 un atlas régional du risque de feux de forêt, permettant d’améliorer la connaissance sur les massifs les plus exposés. La commune, étant pour partie dans le massif de Gâtine, est classée au niveau de risque 4, sur une échelle qui en comporte quatre (1 étant le niveau maximal).

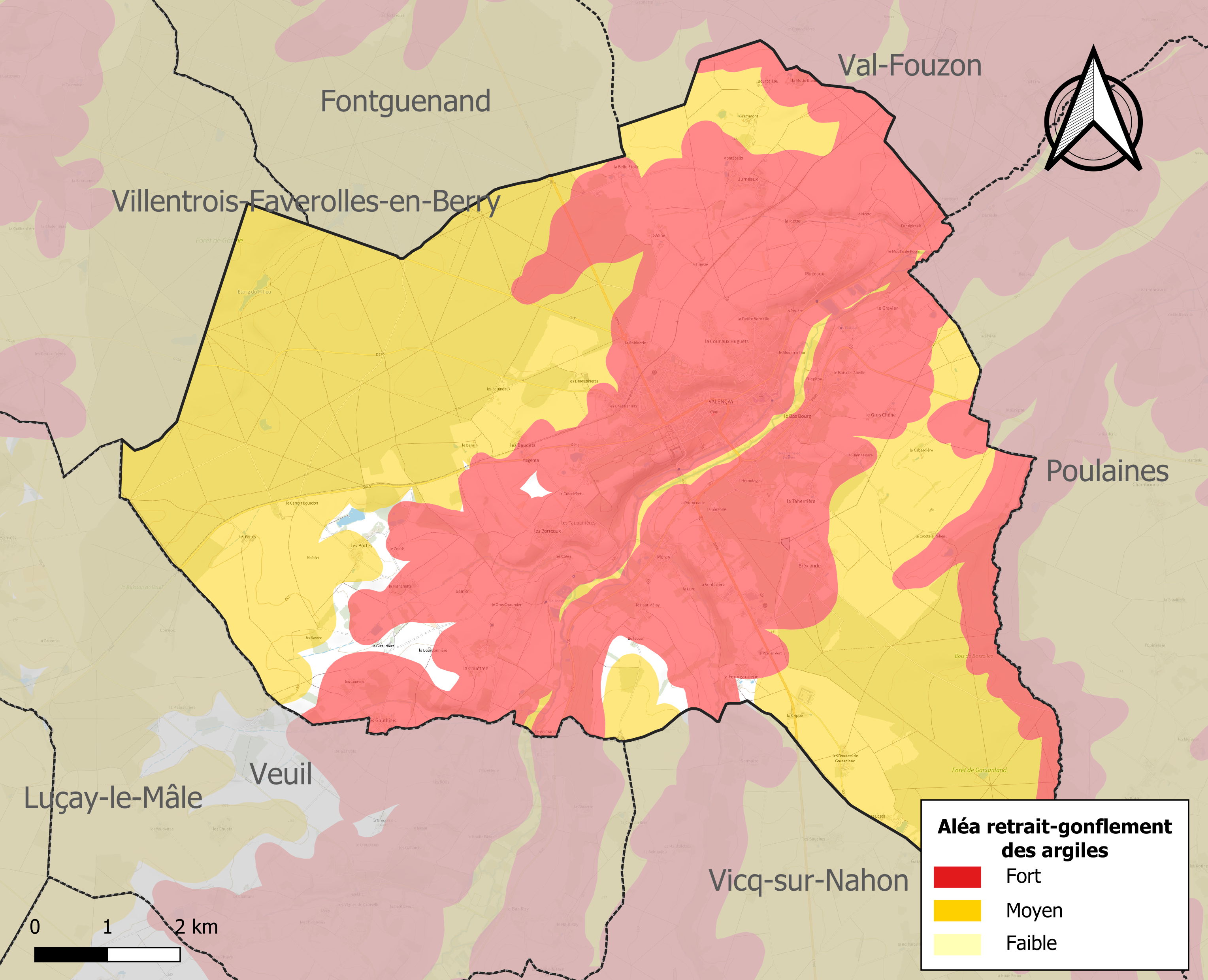
Carte des zones d'aléa retrait-gonflement des sols argileux de Valençay.

Les mouvements de terrains susceptibles de se produire sur la commune sont des tassements différentiels.
Le retrait-gonflement des sols argileux est susceptible d'engendrer des dommages importants aux bâtiments en cas d’alternance de périodes de sécheresse et de pluie. 97,7 % de la superficie communale est en aléa moyen ou fort (84,7 % au niveau départemental et 48,5 % au niveau national). Sur les 1 412 bâtiments dénombrés sur la commune en 2019, 1401 sont en aléa moyen ou fort, soit 99 %, à comparer aux 86 % au niveau départemental et 54 % au niveau national. Une cartographie de l'exposition du territoire national au retrait gonflement des sols argileux est disponible sur le site du BRGM,.
Concernant les mouvements de terrains, la commune a été reconnue en état de catastrophe naturelle au titre des dommages causés par la sécheresse en 1989, 1991, 1992, 1993, 2002 et 2018 et par des mouvements de terrain en 1999.

#### Risques technologiques
Le risque de transport de matières dangereuses sur la commune est lié à sa traversée par des infrastructures routières ou ferroviaires importantes ou la présence d'une canalisation de transport d'hydrocarbures. Un accident se produisant sur de telles infrastructures est en effet susceptible d’avoir des effets graves au bâti ou aux personnes jusqu’à 350 m, selon la nature du matériau transporté. Des dispositions d’urbanisme peuvent être préconisées en conséquence.

## Toponymie
La commune fut appelée : De Valentiaco en 1144, De Valentiaco en 1220, Villa de Valenchay en 1226, De Valenceiaco en 1236, Reginaldus dictus Li Gros, burgensis de Valençay en 1244, Raginaldus dictus Legros, burgensis de Balanceai en août 1246, Valençay en 1248, Valencey en 1288,  Li habitan du bourg du temple de Valencyaco en 1312, Valençay en mai 1370, Valançay en novembre 1460, Court de Valençay en Berry en 1490, Valençay le 4 novembre 1788, Vallençay au XVIIIe siècle et Vallençay le 9 fructidor an IX (27 Août 1801).
Bas latin Valentiacus, Gentilice Valentius, formé sur le surnom valens = le fort, le robuste, et suffixe de possession acus.
Ses habitants sont appelés les Valencéens.

## Histoire

### Moyen Âge

#### Les Templiers et les Hospitaliers
Les Templiers possédaient une commanderie à Valençay qui devient un membre hospitalier lors de la dévolution des biens de l'ordre du Temple.

### Temps modernes
La seigneurie (puis marquisat) de Valençay a été détenue par la Maison d'Estampes de 1451 à 1747.

### Révolution française et Empire
En 1813, par le traité de Valençay, Napoléon Bonaparte rend le trône d'Espagne à Ferdinand VII.

## Politique et administration

### Découpage territorial
Valençay est membre :
- de la communauté de communes Écueillé - Valençay ;
- du canton de Valençay ;
- de l'arrondissement de Châteauroux ;
- de la deuxième circonscription de l'Indre.

### Administration municipale

#### Tendances politiques et résultats
| Élections présidentielles, résultats des deuxièmes tours.                                  | Élections présidentielles, résultats des deuxièmes tours. | Élections présidentielles, résultats des deuxièmes tours. | Élections présidentielles, résultats des deuxièmes tours. | Élections présidentielles, résultats des deuxièmes tours. | Élections présidentielles, résultats des deuxièmes tours. | Élections présidentielles, résultats des deuxièmes tours. | Élections présidentielles, résultats des deuxièmes tours. |
| Année                                                                                      | Élu                                                       | Élu                                                       | Élu                                                       | Battu                                                     | Battu                                                     | Battu                                                     | Participation                                             |
| ------------------------------------------------------------------------------------------ | --------------------------------------------------------- | --------------------------------------------------------- | --------------------------------------------------------- | --------------------------------------------------------- | --------------------------------------------------------- | --------------------------------------------------------- | --------------------------------------------------------- |
| 2002                                                                                       | 82.60 %                                                   | Jacques Chirac                                            | RPR                                                       | 17.40 %                                                   | Jean-Marie Le Pen                                         | FN                                                        | 85.37 %                                                   |
| 2007                                                                                       | 49.94 %                                                   | Nicolas Sarkozy                                           | UMP                                                       | 50.06 %                                                   | Ségolène Royal                                            | PS                                                        | 87.37 %                                                   |
| 2012                                                                                       | 54.91 %                                                   | François Hollande                                         | PS                                                        | 45.09 %                                                   | Nicolas Sarkozy                                           | UMP                                                       | 86.80 %                                                   |
| 2017                                                                                       | 61.02 %                                                   | Emmanuel Macron                                           | EM                                                        | 38.98 %                                                   | Marine Le Pen                                             | FN                                                        | 81.92 %                                                   |
| 2022                                                                                       | 53.01 %                                                   | Emmanuel Macron                                           | LREM                                                      | 46.99 %                                                   | Marine Le Pen                                             | RN                                                        | 77.16 %                                                   |
| Élections législatives, résultats des deux meilleurs scores du dernier tour de scrutin.    |                                                           |                                                           |                                                           |                                                           |                                                           |                                                           |                                                           |
| Année                                                                                      | Élu                                                       | Élu                                                       | Élu                                                       | Battu                                                     | Battu                                                     | Battu                                                     | Participation                                             |
| Valençay est répartie sur plusieurs circonscriptions, cf. les résultats des .              |                                                           |                                                           |                                                           |                                                           |                                                           |                                                           |                                                           |
| Avant 2010, Valençay est répartie sur plusieurs circonscriptions, cf. les résultats des .  |                                                           |                                                           |                                                           |                                                           |                                                           |                                                           |                                                           |
| 2002                                                                                       | 51.21 %                                                   | Gilles Peyrot-des-Gachons                                 | UMP                                                       | 48.79 %                                                   | Jean-Paul Chanteguet                                      | PS                                                        | 71.95 %                                                   |
| 2007                                                                                       | 56.70 %                                                   | Jean-Paul Chanteguet                                      | PS                                                        | 43.30 %                                                   | Bernard Pousset                                           | UMP                                                       | 68.37 %                                                   |
| Après 2010, Valençay est répartie sur plusieurs circonscriptions, cf. les résultats de .   |                                                           |                                                           |                                                           |                                                           |                                                           |                                                           |                                                           |
| 2012                                                                                       | 53.23 %                                                   | Isabelle Bruneau                                          | PS                                                        | 46.77 %                                                   | Nicolas Forissier                                         | UMP                                                       | 69.11 %                                                   |
| 2017                                                                                       | 50.06 %                                                   | Sophie Guerin                                             | MDM                                                       | 49.94 %                                                   | Nicolas Forissier                                         | UMP                                                       | 54.09 %                                                   |
| 2022                                                                                       | 61.53 %                                                   | Nicolas Forissier                                         | LR                                                        | 38.47 %                                                   | Fabien Thirion                                            | RN                                                        | 50.26 %                                                   |
| 2024                                                                                       | %                                                         |                                                           |                                                           | %                                                         |                                                           |                                                           | %                                                         |
| Élections européennes, résultats des deux meilleurs scores.                                |                                                           |                                                           |                                                           |                                                           |                                                           |                                                           |                                                           |
| Année                                                                                      | Liste 1re                                                 | Liste 1re                                                 | Liste 1re                                                 | Liste 2e                                                  | Liste 2e                                                  | Liste 2e                                                  | Participation                                             |
| 2004                                                                                       | 34.67 %                                                   | Catherine Guy-Quint                                       | PS                                                        | 16.88 %                                                   | Brice Hortefeux                                           | UMP                                                       | 49.96 %                                                   |
| 2009                                                                                       | 27.21 %                                                   | Jean-Pierre Audy                                          | UMP                                                       | 16.37 %                                                   | Henri Weber                                               | PS                                                        | 48.47 %                                                   |
| 2014                                                                                       | 25.90 %                                                   | Bernard Monot                                             | FN                                                        | 21.16 %                                                   | Brice Hortefeux                                           | UMP                                                       | 54.82 %                                                   |
| 2019                                                                                       | 28.07 %                                                   | Jordan Bardella                                           | FN                                                        | 20.80 %                                                   | Nathalie Loiseau                                          | LREM                                                      | 60.01 %                                                   |
| 2024                                                                                       | %                                                         |                                                           |                                                           | %                                                         |                                                           |                                                           | %                                                         |
| Élections régionales, résultats des deux meilleurs scores.                                 |                                                           |                                                           |                                                           |                                                           |                                                           |                                                           |                                                           |
| Année                                                                                      | Liste 1re                                                 | Liste 1re                                                 | Liste 1re                                                 | Liste 2e                                                  | Liste 2e                                                  | Liste 2e                                                  | Participation                                             |
| 2004                                                                                       | 50.14 %                                                   | Michel Sapin                                              | PS                                                        | 32.42 %                                                   | Serge Vinçon                                              | UMP                                                       | 70.80 %                                                   |
| 2010                                                                                       | 49.52 %                                                   | François Bonneau                                          | PS                                                        | 35.84 %                                                   | Hervé Novelli                                             | UMP                                                       | 61.35 %                                                   |
| 2015                                                                                       | 34.90 %                                                   | Philippe Vigier                                           | UDI                                                       | 34.07 %                                                   | François Bonneau                                          | PS                                                        | 68.00 %                                                   |
| 2021                                                                                       | 34.77 %                                                   | Nicolas Forissier                                         | UDC                                                       | 32.18 %                                                   | François Bonneau                                          | PS                                                        | 42.05 %                                                   |
| Élections cantonales, résultats des deux meilleurs scores du dernier tour de scrutin.      |                                                           |                                                           |                                                           |                                                           |                                                           |                                                           |                                                           |
| Année                                                                                      | Élu                                                       | Élu                                                       | Élu                                                       | Battu                                                     | Battu                                                     | Battu                                                     | Participation                                             |
| Valençay est répartie sur plusieurs cantons, cf. les résultats de ceux de .                |                                                           |                                                           |                                                           |                                                           |                                                           |                                                           |                                                           |
| 2001                                                                                       | %                                                         |                                                           |                                                           | %                                                         |                                                           |                                                           | indisponible %                                            |
| 2004                                                                                       | 62.00 %                                                   | Claude Doucet élu au premier tour                         | MNC                                                       | 23.80 %                                                   | Patrick Chort                                             | PCF                                                       | 75.85 %                                                   |
| 2008                                                                                       | %                                                         |                                                           |                                                           | %                                                         |                                                           |                                                           | indisponible %                                            |
| 2011                                                                                       | 52.63 %                                                   | Claude Doucet élu au premier tour                         | MNC                                                       | 17.31 %                                                   | Cédric Marmuse                                            | PS                                                        | 67.82 %                                                   |
| Élections départementales, résultats des deux meilleurs scores du dernier tour de scrutin. |                                                           |                                                           |                                                           |                                                           |                                                           |                                                           |                                                           |
| Année                                                                                      | Élus                                                      | Élus                                                      | Élus                                                      | Battus                                                    | Battus                                                    | Battus                                                    | Participation                                             |
| Valençay est répartie sur plusieurs cantons, cf. les résultats de ceux de .                |                                                           |                                                           |                                                           |                                                           |                                                           |                                                           |                                                           |
| 2015                                                                                       | 73.62 %                                                   | Claude Doucet Mireille Duvoux                             | UD                                                        | 26.38 %                                                   | Marie-Claude Nicolaï-Santini Michel Verdin                | FN                                                        | 65.87 %                                                   |
| 2021                                                                                       | 79.1 %                                                    | Claude Doucet Mireille Duvoux                             | UD                                                        | 20.09 %                                                   | Annette Porte Alain Retsin                                | RN                                                        | 43.02 %                                                   |
| Référendums.                                                                               |                                                           |                                                           |                                                           |                                                           |                                                           |                                                           |                                                           |
| Année                                                                                      | Oui (national)                                            | Oui (national)                                            | Oui (national)                                            | Non (national)                                            | Non (national)                                            | Non (national)                                            | Participation                                             |
| 1992                                                                                       | 44.92 % (51,04 %)                                         | 44.92 % (51,04 %)                                         | 44.92 % (51,04 %)                                         | 55.08 % (48,96 %)                                         | 55.08 % (48,96 %)                                         | 55.08 % (48,96 %)                                         | 76.82 %                                                   |
| 2000                                                                                       | 66.28 % (73,21 %)                                         | 66.28 % (73,21 %)                                         | 66.28 % (73,21 %)                                         | 33.72 % (26,79 %)                                         | 33.72 % (26,79 %)                                         | 33.72 % (26,79 %)                                         | 36.94 %                                                   |
| 2005                                                                                       | 38.97 % (45,33 %)                                         | 38.97 % (45,33 %)                                         | 38.97 % (45,33 %)                                         | 61.03 % (54,67 %)                                         | 61.03 % (54,67 %)                                         | 61.03 % (54,67 %)                                         | 78.30 %                                                   |

#### Liste des maires
| Période   | Période   | Identité        | Étiquette             | Qualité |
| --------- | --------- | --------------- | --------------------- | --- |
| 1944      | mai 1945  | Pierre Boussion |                       | |
| mai 1945  | 1949      | Marcel Ferré    |                       | |
| 1949      | 1961      | Max Hymans      | SFIO                  | Avocat au barreau de Paris Président d'Air France Conseiller général de Valençay (1945 → 1961) Président du conseil général de l'Indre (1945 → 1951)                                                                 |
| 1961      | mars 1965 | Raymond Trouvé  |                       | Notaire |
| mars 1965 | mars 1971 | Maurice Pairoux | SFIO puis DVG         | Directeur de la caisse locale du Crédit agricole Conseiller général de Valençay (1961 → 1979) |
| mars 1971 | 1979      | Jean Mailley    |                       | Intendant général |
| 1979      | juin 1995 | Pierre Renard   | DVD                   | Vétérinaire Conseiller général de Valençay (1979 → 1998) |
| juin 1995 | mars 2001 | Jean Meunier    |                       | |
| mars 2001 | En cours  | Claude Doucet   | RPR puis UMP puis UDI | Cadre de banque retraité Conseiller général (1998 → 2015) puis départemental de Valençay (2015 → ) Vice-président du conseil départemental de l'Indre (2015 → ) Président de la CC Écueillé - Valençay (2014 → 2020) |

### Jumelages
La commune est jumelée avec :
- Cesano Maderno (Italie) depuis 1994.

## Équipements et services publics

### Eau et déchets
Une déchetterie se trouve au lieu-dit les Portes.

### Espaces publics
- Office de tourisme[62]
- Hôtel des impôts[63]
- Trésor public[63]
- Caisse d'allocations familiales[64]

### Enseignement
La commune dépend de la circonscription académique d'Issoudun.

### Postes et télécommunications
Valençay compte un bureau de poste.

### Santé
La commune possède un hôpital local.

### Justice, sécurité, secours et défense
- Police municipale[69]
- Gendarmerie nationale[70]
- Centre de secours principal[71]
- Centre d'entretien et d'exploitation des routes du conseil départemental de l'Indre[72]

## Population et société

### Démographie
L'évolution du nombre d'habitants est connue à travers les recensements de la population effectués dans la commune depuis 1793. Pour les communes de moins de 10 000 habitants, une enquête de recensement portant sur toute la population est réalisée tous les cinq ans, les populations de référence des années intermédiaires étant quant à elles estimées par interpolation ou extrapolation. Pour la commune, le premier recensement exhaustif entrant dans le cadre du nouveau dispositif a été réalisé en 2006.

En 2022, la commune comptait 2 239 habitants, en évolution de −6,36 % par rapport à 2016 (Indre : −3 %, France hors Mayotte : +2,11 %).
| 1793  | 1800  | 1806  | 1821  | 1831  | 1836  | 1841  | 1846  | 1851  |
| ----- | ----- | ----- | ----- | ----- | ----- | ----- | ----- | ----- |
| 2 299 | 2 300 | 2 519 | 2 712 | 3 095 | 3 289 | 3 229 | 3 425 | 3 627 |

| 1856  | 1861  | 1866  | 1872  | 1876  | 1881  | 1886  | 1891  | 1896  |
| ----- | ----- | ----- | ----- | ----- | ----- | ----- | ----- | ----- |
| 3 476 | 3 587 | 3 653 | 3 547 | 3 517 | 3 554 | 3 547 | 3 621 | 3 431 |

| 1901  | 1906  | 1911  | 1921  | 1926  | 1931  | 1936  | 1946  | 1954  |
| ----- | ----- | ----- | ----- | ----- | ----- | ----- | ----- | ----- |
| 3 346 | 3 411 | 3 343 | 2 976 | 2 874 | 2 789 | 2 762 | 2 739 | 2 679 |

| 1962  | 1968  | 1975  | 1982  | 1990  | 1999  | 2006  | 2011  | 2016  |
| ----- | ----- | ----- | ----- | ----- | ----- | ----- | ----- | ----- |
| 2 732 | 2 754 | 2 952 | 2 947 | 2 912 | 2 736 | 2 641 | 2 571 | 2 391 |

| 2021  | 2022  | - | - | - | - | - | - | - |
| ----- | ----- | - | - | - | - | - | - | - |
| 2 271 | 2 239 | - | - | - | - | - | - | - |

### Manifestations culturelles et festivités
- Festival Paille à Son (festival de musiques organisé chaque été depuis 2008, par l'association Lunik-Son)
- Fête annuelle
- Spectacle son et lumière au château

### Sports
Le territoire communal est traversé par le sentier de grande randonnée de pays de Valençay.
La commune regroupe plusieurs associations sportives comme :
- l'amicale sportive Levroux-Valençay handball ;
- le club de badminton ;
- le club de karaté ;
- le club de judo ;
- le club de tennis ;
- l'union sportive Gâtines (fusion de l'Union Sportive La Française Valençay et l' A.S. Lye) (club de football) ;
- l'association Les Mollets de Gâtines (club de course à pied) ;
- Les Amis du Cheval (club d'équitation) ;
- la gymnastique (volontaire et douce) ;
- la société de pêche La Gaule Valençéenne.

La commune possède plusieurs infrastructures sportives dont : 
- Stade Max-Hymans
- Gymnase
- Dojo
- Trois courts de tennis
- Piscine d'été

### Médias
La commune est couverte par les médias suivants : La Nouvelle République du Centre-Ouest, Le Berry républicain, L'Écho - La Marseillaise, La Bouinotte, Le Petit Berrichon, France 3 Centre-Val de Loire, Berry Issoudun Première, Vibration, Forum, France Bleu Berry et RCF en Berry.
Valençay a été le lieu de tournage du film Les Noces rouges (1972) de Claude Chabrol. La gare de Valençay, sur le chemin de fer du Blanc-Argent, a été le lieu de tournage d'une des scènes du film Le Grand Meaulnes (2006) de Jean-Daniel Verhaeghe.

### Cultes

#### Culte catholique
La commune de Valençay dépend de l'archidiocèse de Bourges, du doyenné du Boischaut Nord et de la paroisse de Valençay. Le lieu de culte est l'église Saint-Martin.

## Économie

### Revenus de la population et fiscalité
Le revenu net déclaré moyen par foyer fiscal et le pourcentage de foyers fiscaux imposables sont présentés dans les tableaux ci-dessous, :
|                     | 2009     | 2015     |
| Valençay            | ?€       | 19 353 € |
| Indre               | 19 310 € | 19 175 € |
| Centre-Val de Loire | 22 400 € | 20 494 € |
| France              | 23 433 € | 20 566 € |

|                     | 2009   | 2015   |
| Valençay            | ?%     | 48 %   |
| Indre               | 47.9 % | 48.7 % |
| Centre-Val de Loire | 55.1 % | 55.5 % |
| France              | 54.3 % | 55.4 % |

### Entreprises et commerces
La commune se trouve dans l'aire géographique et dans la zone de production du lait, de fabrication et d'affinage du fromage Valençay. et Sainte-maure-de-touraine.
La viticulture est l'une des activités de la commune, qui se trouve dans la zone couverte par l'AOC Valençay.

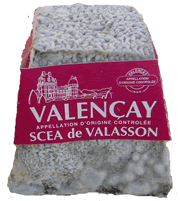
Le fromage valençay en 2008.
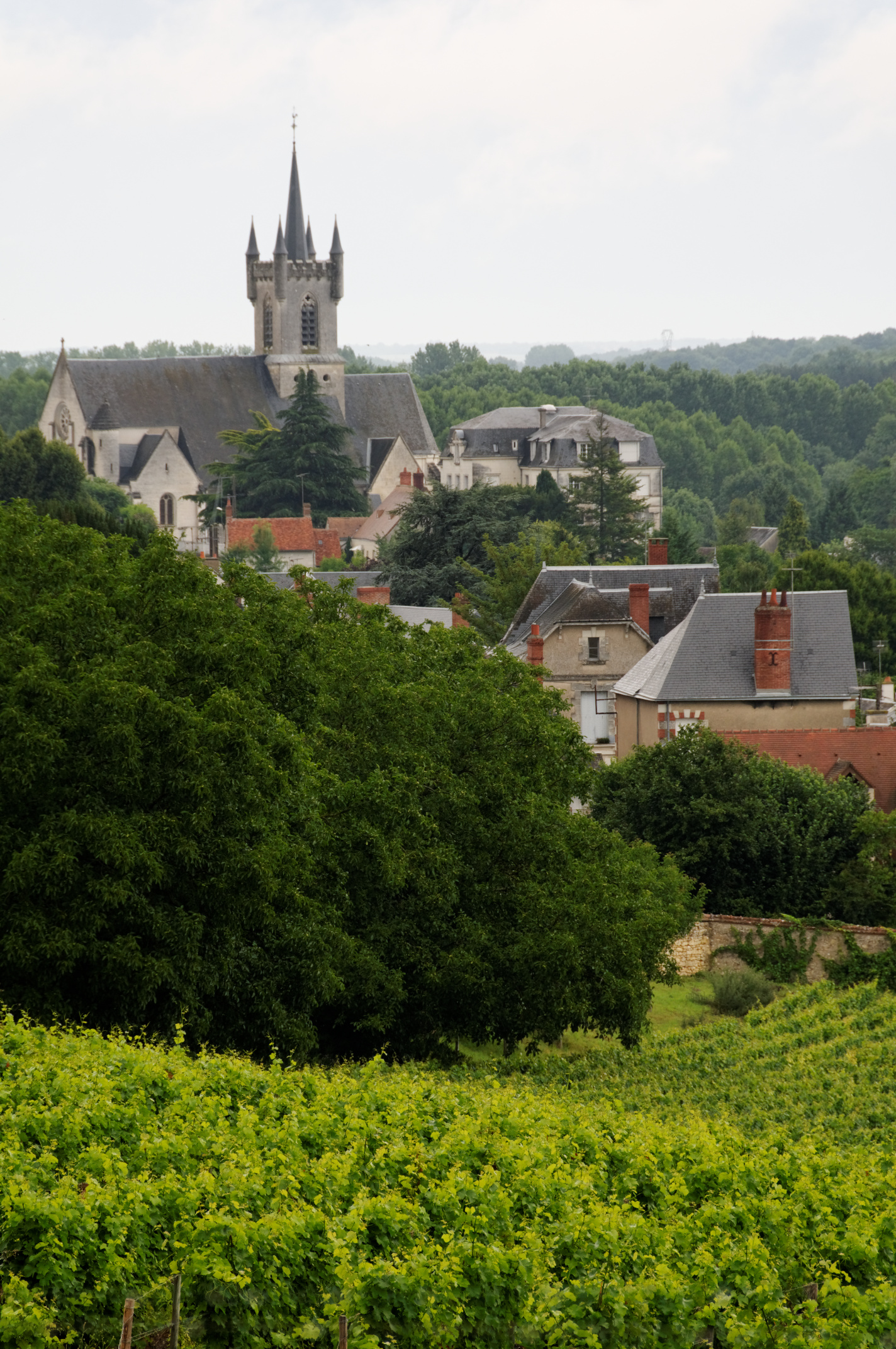
Le vignoble en 2008.

### Tourisme et hébergement
Au cœur du Pays de Valençay, proche du château, se trouve le camping municipal "Les Chênes" classé trois étoiles. Il dispose de 52 emplacements ainsi que d'une piscine découverte d'été.
Le Pays de Valençay dispose d'un hôtel de tourisme classé trois étoiles "Le Relais de Moulin", situé à proximité du château de Charles Maurice de Talleyrand. Il est composé de 54 chambres et d'un restaurant "Le Jacques Cœur", pour découvrir le patrimoine gastronomique du territoire.

## Culture locale et patrimoine

### Lieux et monuments

#### Château de Valençay
Le château de Valençay est l'ancienne propriété du prince de Talleyrand.

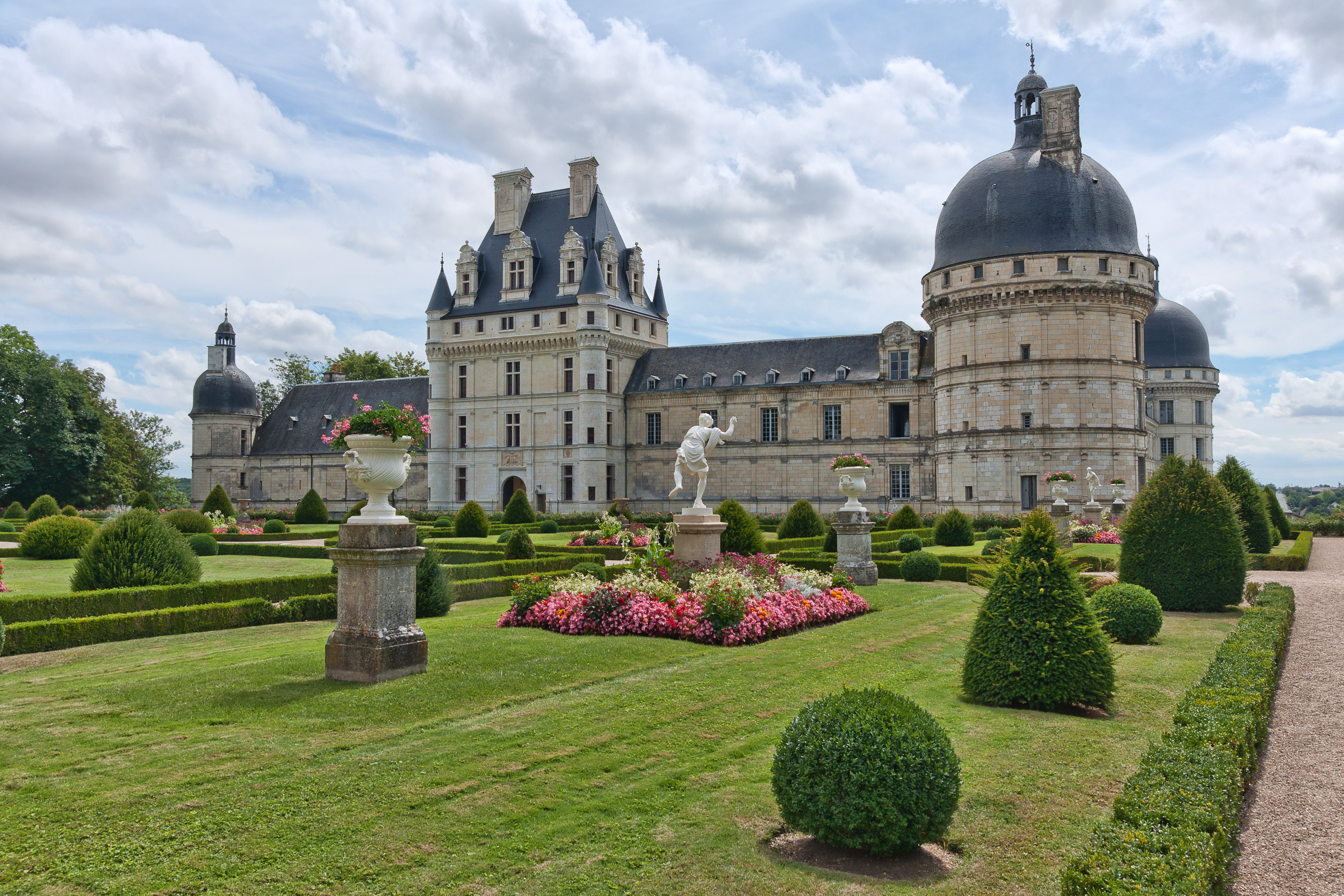
Le château en 2010.

#### Mémorial de Valençay
Le mémorial de Valençay est un monument franco-britannique érigé à la mémoire des 104 agents de la section F du Special Operations Executive, morts en service actif pendant la Seconde Guerre mondiale.

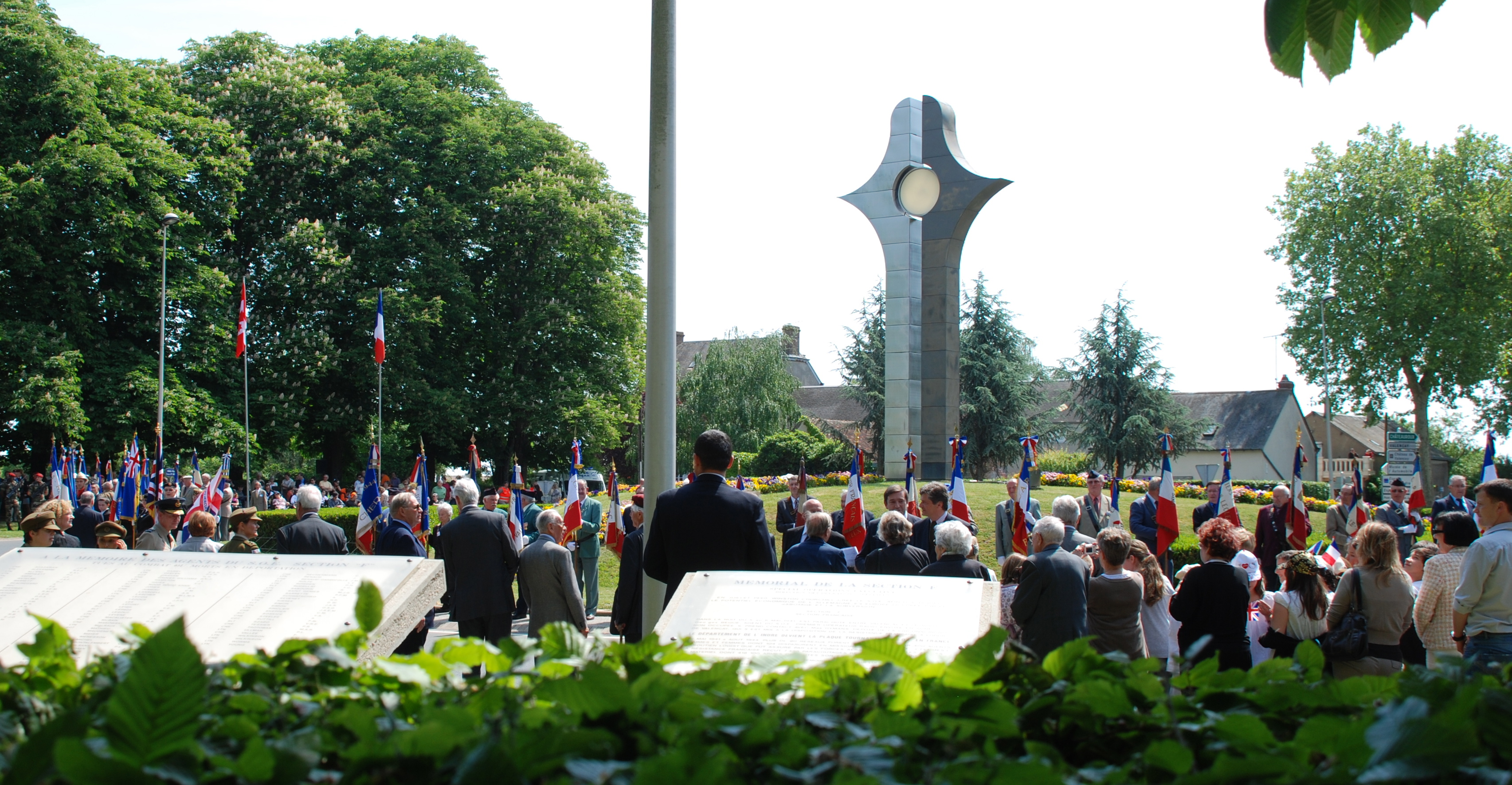
Le mémorial en 2011.

#### Tombeau de Talleyrand
C'est en fait une chapelle qui servait autrefois de lieu de prière aux Filles de la Croix ; Talleyrand fit creuser une large crypte pour y être inhumé, qui servit de sépulture à ses descendants jusqu'en 1952. Depuis le 21 mai 2010, le sarcophage a été transporté dans la chapelle Notre-Dame et le tombeau se visite.

#### Musée de l'automobile de Valençay
Le musée présente plus d'une cinquantaine de beaux véhicules dont la limousine Renault des présidents Raymond Poincaré et Alexandre Millerand, et la Delaunay-Belleville de la croisière Mousquetaire.

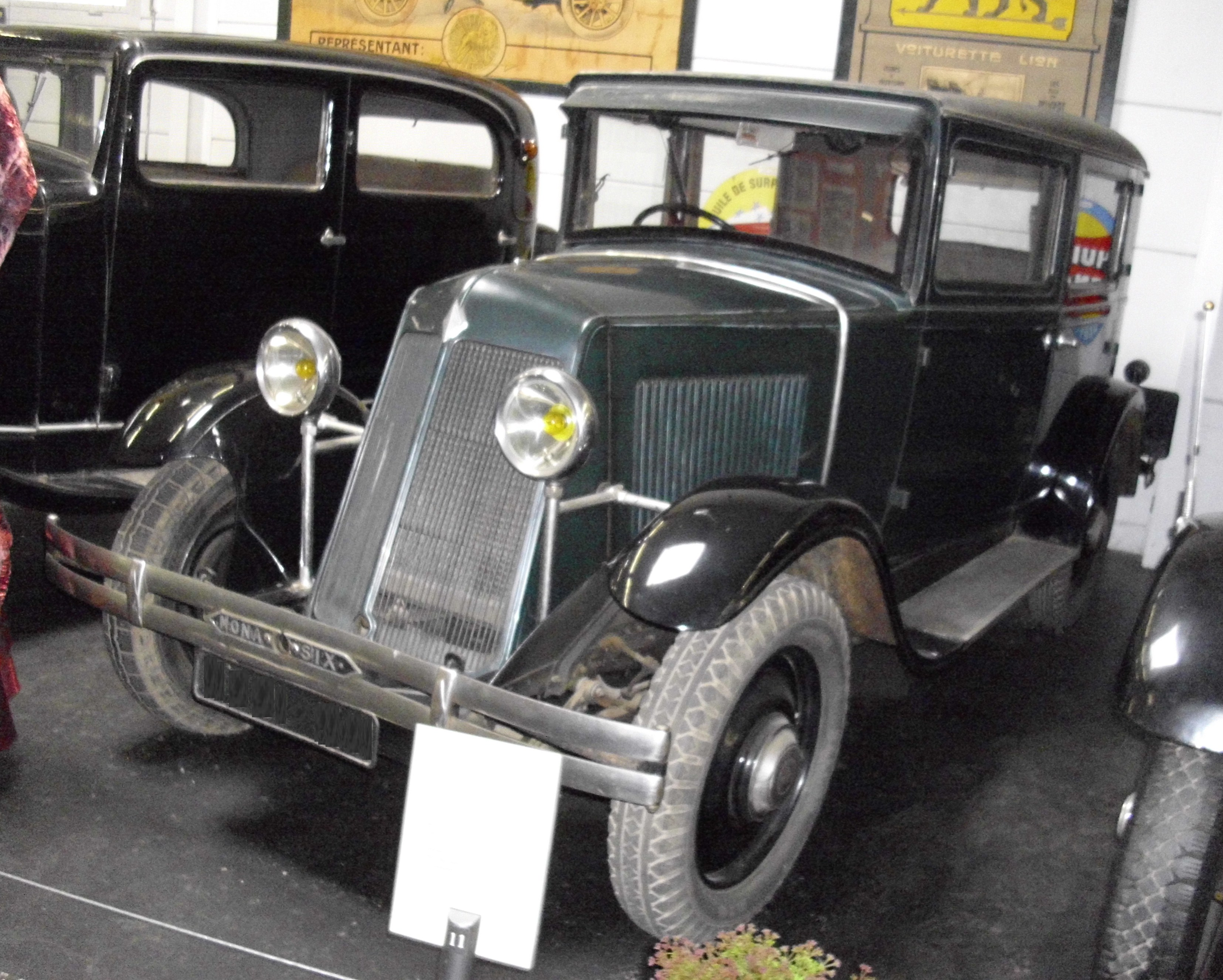
Une Renault Monasix de 1930 au musée de l'automobile en 2011.

#### Autres
- La gare de Valençay, dont la construction en pierre de tuffeau en fait un bâtiment d'exception, est classée monument historique.
- Monument aux morts
- Halle au blé
- Église Saint-Martin

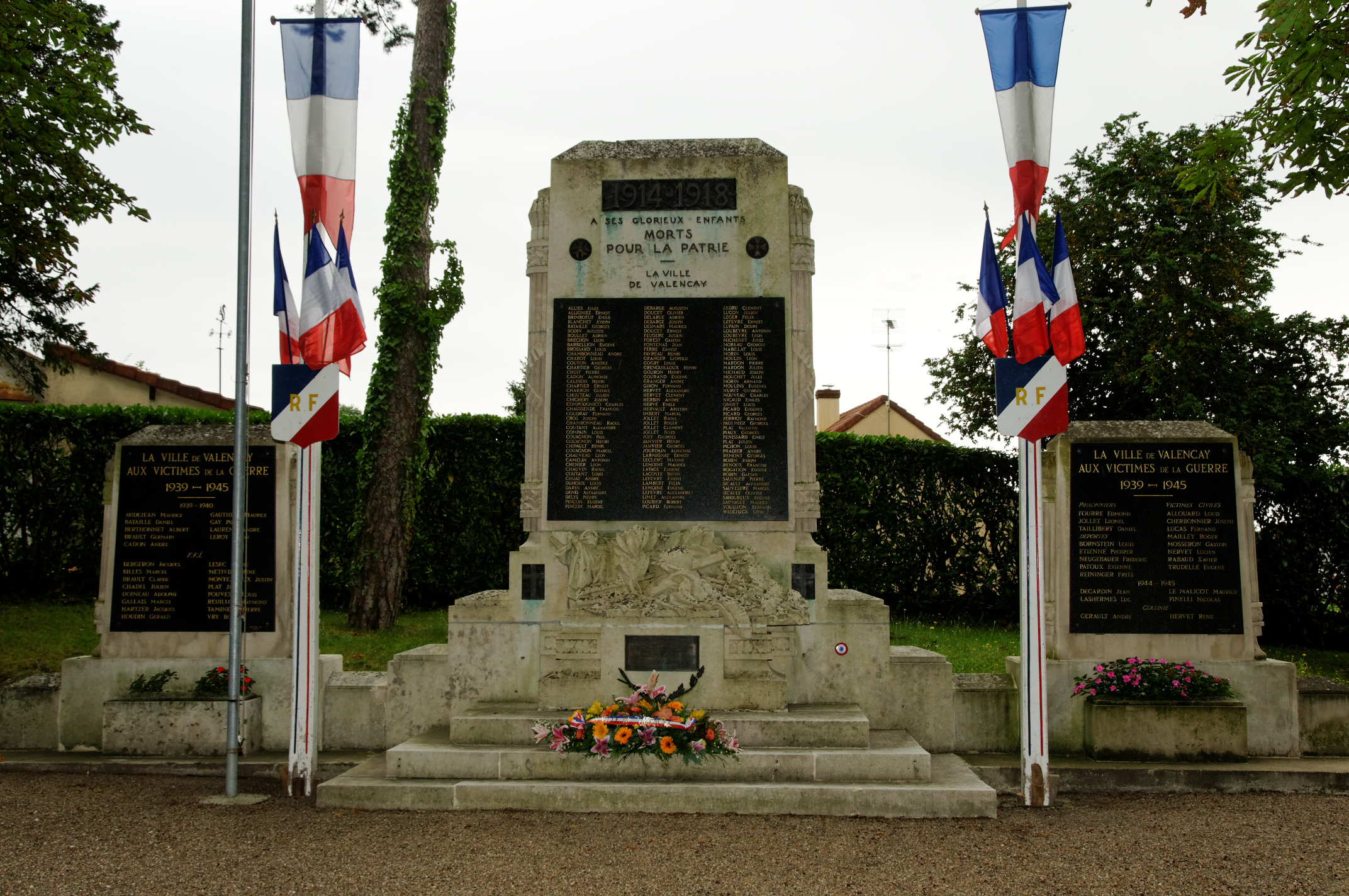
Le monument aux morts en 2010.
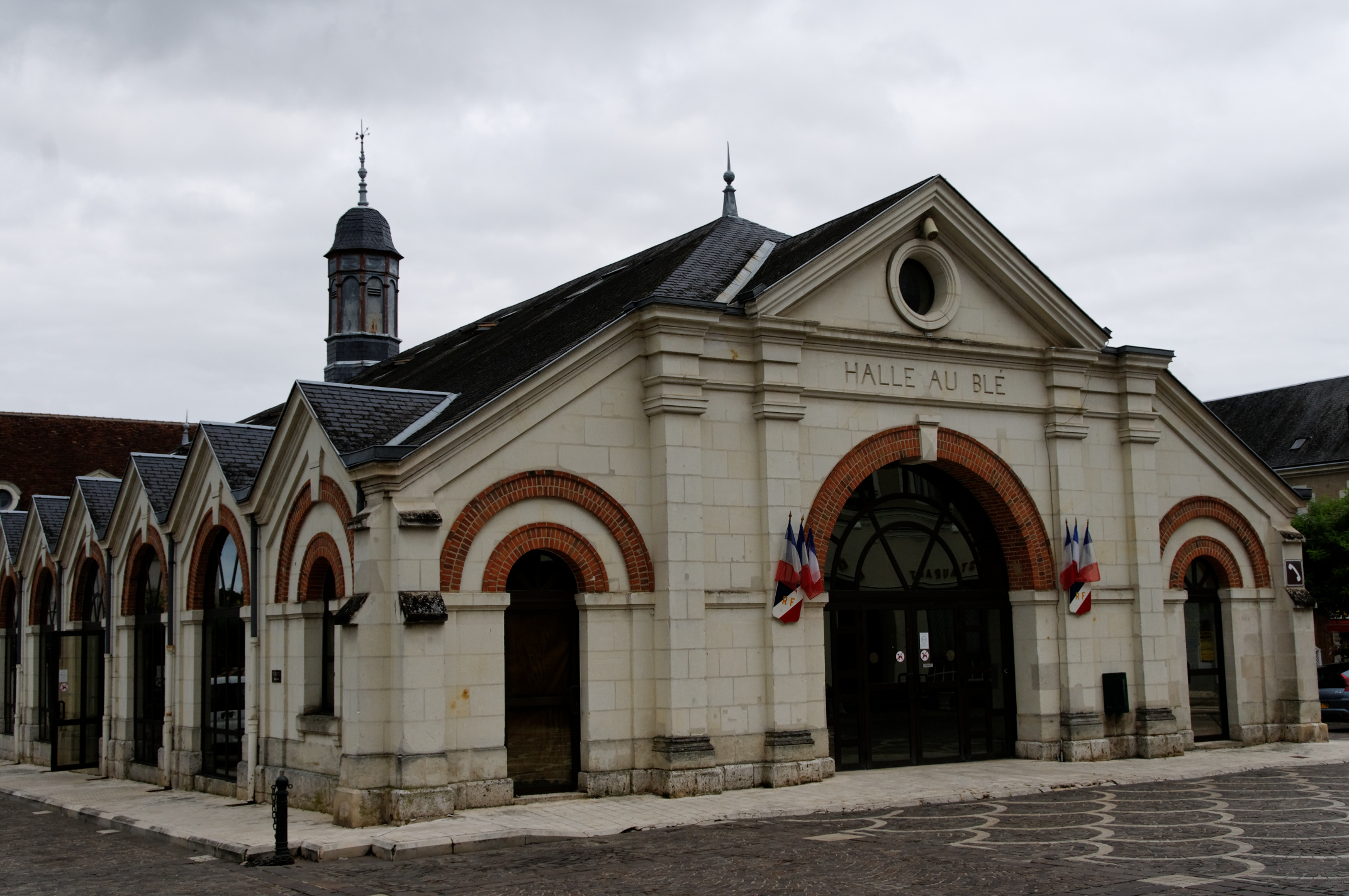
La halle au blé en 2010.
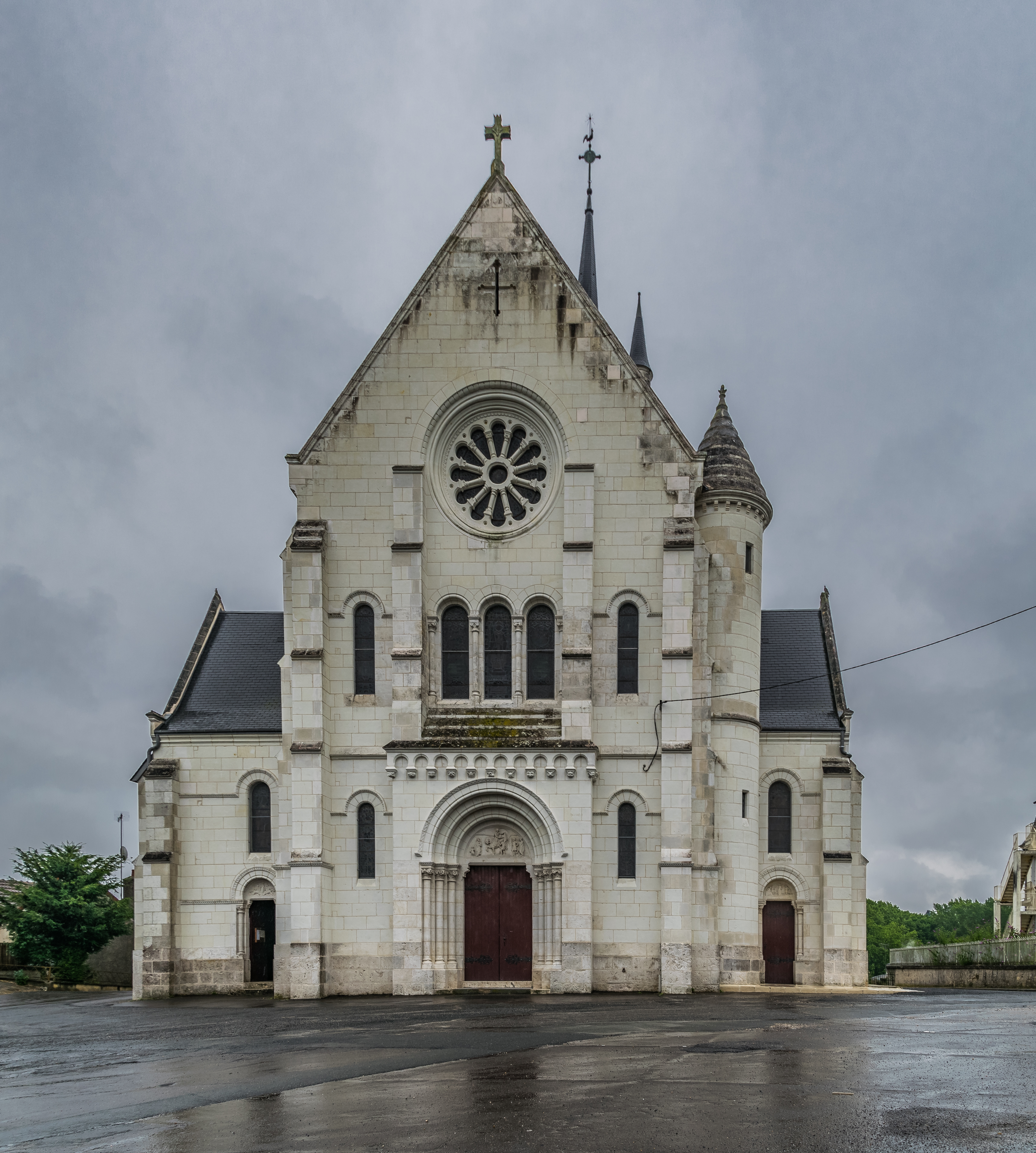
L'église Saint-Martin en 2018.
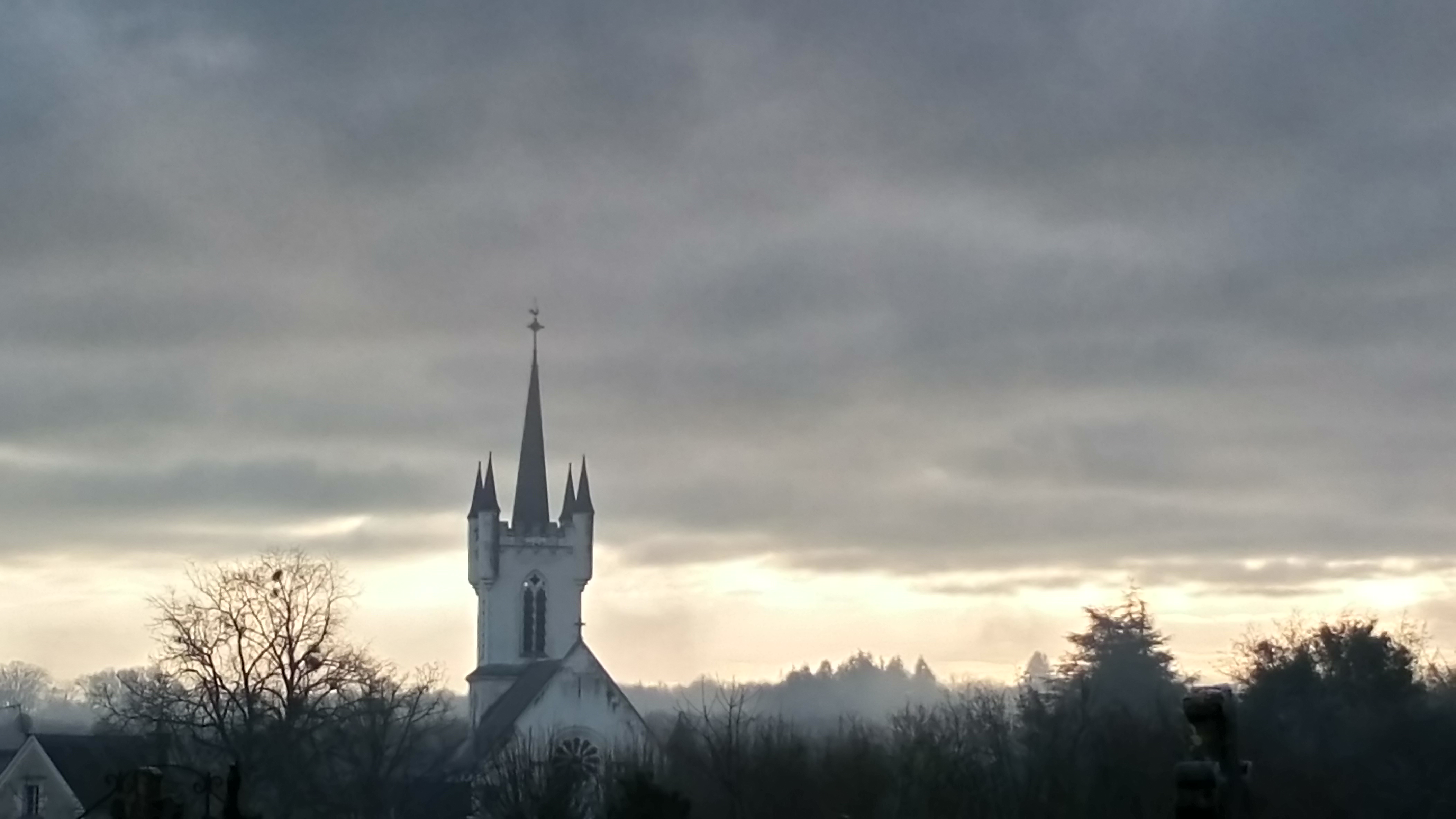
le clocher style "Suisse" de l'église

### Personnalités liées à la commune
- Léonore d'Estampes de Valençay (1589-1651), prélat français issu de la maison d'Estampes.
- Talleyrand (1754-1838), homme politique et diplomate français.
- Dorothée de Courlande (1793-1862), duchesse de Dino, nièce de Talleyrand.
- Auguste Hippolyte Collard (1812-1893), photographe qui a documenté la construction d'ouvrages d'art à Paris
- Charles Compodonico (1888-1916), professeur et poète, il figure au Panthéon parmi les 560 écrivains morts pour la France.
- Max Hymans (1900-1961), homme politique, résistant et président d'Air France.
- Jean-Christian Fraiscinet (1965-), humoriste et écrivain français. Il forme avec Vincent Dubois le duo comique Les Bodin's.

### Héraldique, logotype et devise
| Blason de Valençay | Blason  | D'argent aux trois tours d'azur, maçonnées de sable, rangées en fasce et posées sur une terrasse de sinople. |
| Blason de Valençay | Détails | Le statut officiel du blason reste à déterminer.                                                             |

|  | Logotype de la commune de Valençay : Le logo de Valençay est blanc avec deux tours du château de Valençay à droite et « Ville de Valençay » en lettres gris et rouge, à gauche. |

|  | Drapeau de Valençay : A Valençay est utilisé un drapeau formé de deux bandes horizontales jaune et rouge. Celui-ci est aux couleurs des Talleyrand-Périgord, dont les armoiries se décrivaient : de gueules à trois lions armés, lampassés et couronnés d'azur. D'après des cartes postales du début du XXe siècle, le drapeau figurait sur le paratonnerre du donjon du château. Un drapeau similaire a également été déployé sur le paratonnerre de la grande aile sur le parc, pendant plusieurs années, entre 1980 et 1995. |